# Eois consocia
Eois consocia là một loài bướm đêm trong họ Geometridae.